# ريكاردو ميجيوريني
ريكاردو ميجيوريني (بالإيطالية: Riccardo Meggiorini)‏ (مواليد 4 سبتمبر 1985 في إسولا ديلا تشالا - إيطاليا) لاعب كرة قدم إيطالي يلعب حاليا لصالح نادي الدرجة الأولى باري الإيطالي منذ 2009 في مركز المهاجم .

## روابط خارجية
- ريكاردو ميجيوريني على موقع قاعدة بيانات كرة القدم.إي يو (الإنجليزية)
- ريكاردو ميجيوريني على موقع ليكيب (الفرنسية)
- ريكاردو ميجيوريني على موقع Soccerbase.com (لاعب) (الإنجليزية)
- ريكاردو ميجيوريني على موقع Soccerway.com (الإنجليزية)
- ريكاردو ميجيوريني على موقع عالم كرة القدم.نت (الإنجليزية)
- ريكاردو ميجيوريني على موقع AS.com (الإسبانية)